# Resinicium confertum
Resinicium confertum är en svampart som beskrevs av Nakasone 2007. Resinicium confertum ingår i släktet Resinicium, klassen Agaricomycetes, divisionen basidiesvampar och riket svampar.   Inga underarter finns listade i Catalogue of Life.